# Angelika Lehmann-Billaudelle
Angelika Lehmann-Billaudelle, geboren als Angelika Billaudelle (* 1920 in Rüstringen; † 24. Mai 1964 in Worpswede), war eine deutsche Bildhauerin.

## Leben
Angelika Billaudelle wurde 1920 in der damals noch eigenständigen Stadt Rüstringen bei Wilhelmshaven geboren. Nach ihrer Schulzeit war sie zunächst Schwesternschülerin, wurde dann aber während der Zeit des Nationalsozialismus zum Reichsarbeitsdienst verpflichtet und war als Helferin bei der Kinderlandverschickung nach Thüringen im Einsatz. Danach wurde sie in Dresden zur technischen Zeichnerin ausgebildet und musste diese Tätigkeit ausüben, bis im Zweiten Weltkrieg große Teile der Stadt bei den Luftangriffen auf Dresden zerstört wurden.
Nach Kriegsende studierte Billaudelle von 1948 bis 1953 an der Staatlichen Kunstschule in Bremen Bildhauerei bei Herbert Kubica. In diesen Jahren arbeitete sie auch als Bildhauerin in der Bremer Bauhütte. Ihren offiziellen Wohnsitz hatte sie in den 1950er Jahren immer noch in Wilhelmshaven; das Adressbuch Wilhelmshaven für das Jahr 1950 führt sie als „Kunstgewerblerin“ mit dem Wohnsitz Freiligrathstraße 94 auf.
Sie heiratete 1954 den Bildhauer Peter Lehmann, den sie während des Studiums kennengelernt hatte; aus dieser Ehe gingen drei Kinder hervor.
Das Land Rheinland-Pfalz stellte ihr und ihrem Ehemann 1955 im Rahmen eines Künstlerstipendiums für ein Jahr ein Atelier in Koblenz zur Verfügung. Dieses befand sich in der jungen Künstlersiedlung der Arbeitsgemeinschaft bildender Künstler am Mittelrhein e. V. (AKM), die zu Beginn der 1950er Jahre mit Fördermitteln der rheinland-pfälzischen Landesregierung auf dem Gelände der ehemaligen Goeben-Kaserne auf dem Asterstein eingerichtet worden war.
Nach diesem ersten Jahr übernahm das Ehepaar dort für weitere drei Jahre bis 1959 die frei gewordenen Ateliers ihres weggezogenen Bildhauerkollegen Werner Meurer und des verstorbenen Malers Hans Braun (1903–1956) als Mieter.
1962 zog das Paar nach Worpswede, wo die Künstlerin am 22. Mai 1964 nach langer Krankheit starb. Das Grab des Ehepaares auf dem Friedhof bei der Zionskirche ist erhalten.

## Werk

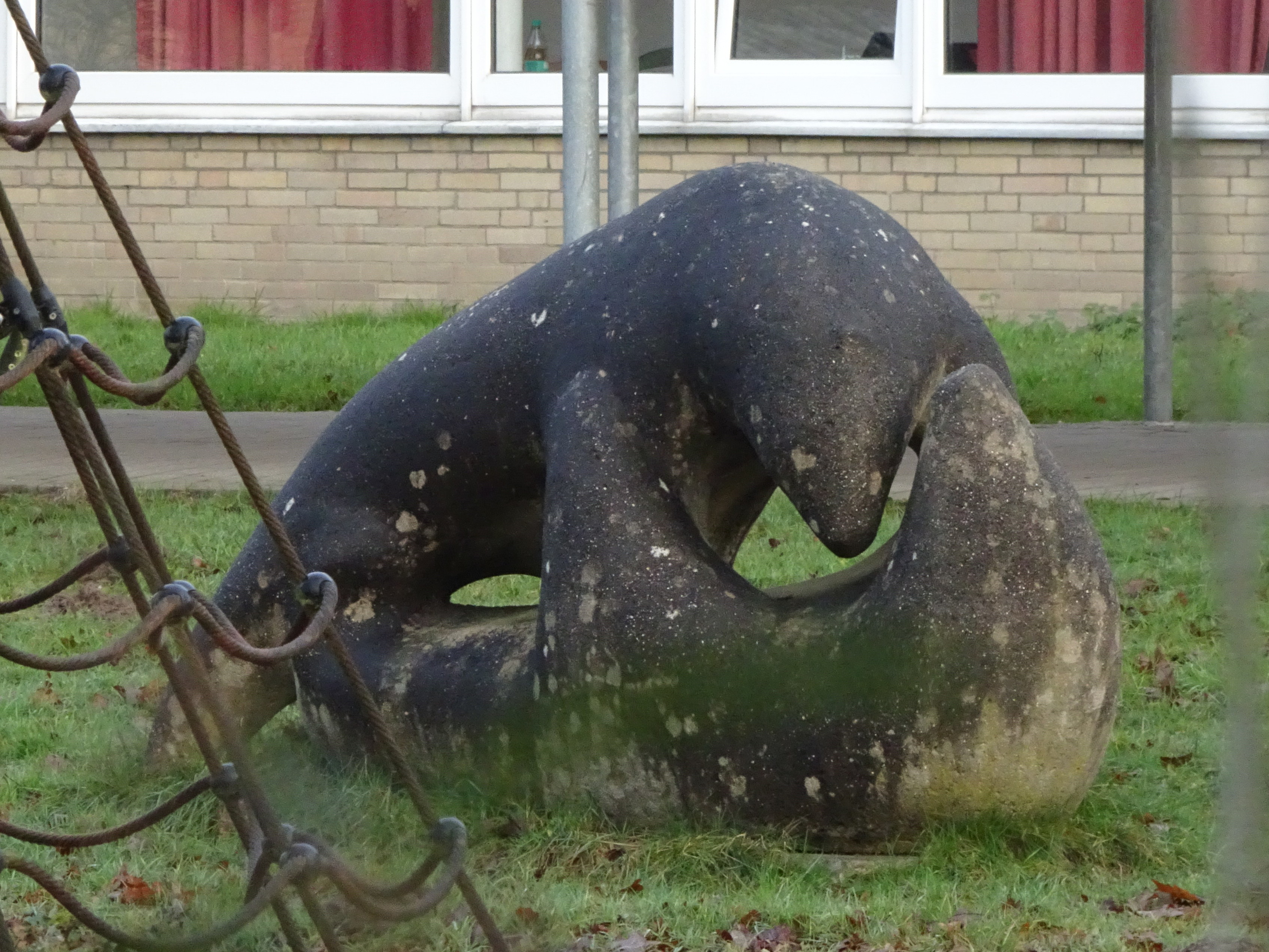
Beton-Skulptur Seelöwe (1955) in Bremen-Vahr

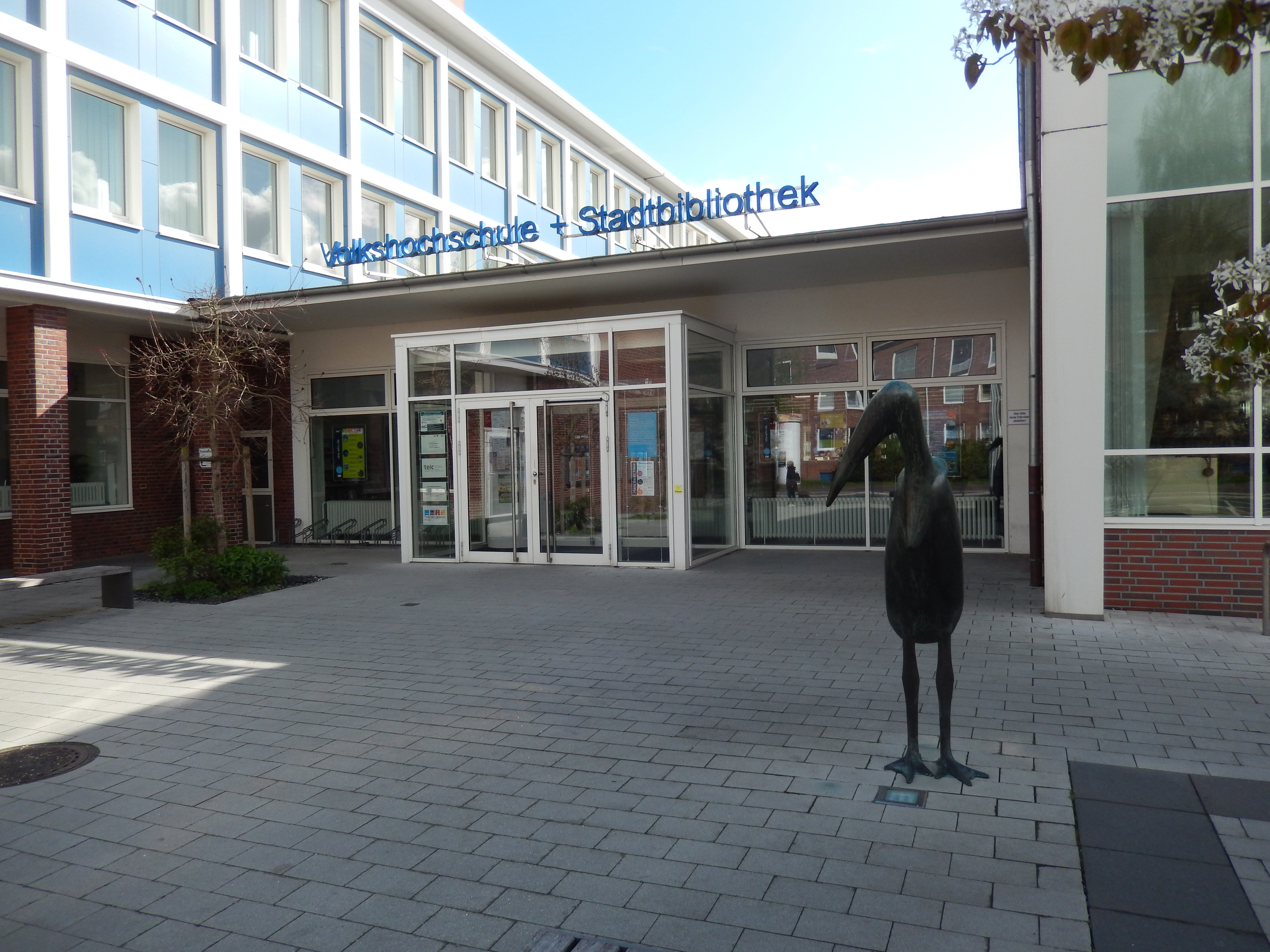
Bronzeplastik Marabu (1964) in Wilhelmshaven

In Rheinland-Pfalz hatte Billaudelle-Lehmann mit der Restaurierung alter Gebäude begonnen, überwiegend war sie jedoch als freischaffende Bildhauerin tätig. Die meisten Werke schuf sie als Kunst am Bau für öffentliche Auftraggeber. Teilweise finden sich diese Arbeiten bis heute im öffentlichen Raum, überwiegend in den Städten Wilhelmshaven und Bremen. So schuf sie 1955 für den Pausenhof der Schule an der Carl-Goerdeler-Straße in Bremen-Vahr die Beton-Plastik Seelöwe und 1961 für die Schule in der Parsevalstraße in Bremen-Hemelingen ein Wandrelief mit dem Titel Musizierende. Das Seelöwen-Motiv wählte sie erneut für eine Bronzeplastik, die sie 1964 gemeinsam mit Peter Lehmann für den Eingangsbereich der Schule in der Paul-Singer-Straße in Vahr schuf.
Lehmann-Billaudelle stellte ihre Werke unter anderem in Trier und Bremen aus.
Die Künstlerin arbeitete mit den Werkstoffen Bronze und Beton. Sie bevorzugte eine klare, abstrahierende Formensprache. 
Ihre mit 1,80 m überlebensgroße Skulptur Marabu zählt zu Lehmann-Billaudelles letzten Arbeiten und ist eines ihrer bekanntesten Werke. Diese Tierskulptur war eines der ersten Werke, die nach dem Zweiten Weltkrieg als öffentliche Auftragsarbeiten in Wilhelmshaven entstanden. Der Marabu, ein altes Sinnbild der Weisheit, steht seit 1964 an prominenter Stelle auf dem Vorplatz der Stadtbibliothek und Volkshochschule. Das Kunstwerk war nicht immer unumstritten. Von vielen Bürgern wurde es in den Anfangsjahren als „zu avantgardistisch“ abgelehnt und von Unbekannten durch Vandalismus stark beschädigt.

## Werke (Auswahl)
- 1955: Seelöwe, Beton, Pausenhof der Schule in der Carl-Goerdeler-Straße in Bremen-Vahr
- 1961: Musizierende, Bandeisen-Wandrelief, Musikpavillon der Schule in der Parseval-Straße in Bremen-Hemelingen (nicht erhalten)
- 1964: Seelöwen, Bronze, Eingangsbereich der Schule in der Paul-Singer-Straße in Bremen-Vahr
- 1964: Marabu, Bronze, Eingangsbereich des Hans-Beutz-Hauses, Virchowstr. 29 in Wilhelmshaven